# JS Baco
JS Baco ist ein Fußballverein aus Neukaledonien. Seine Heimspiele trägt er im Stade Yoshida aus, welches 1.000 Zuschauerplätze fasst und in der Stadt Koné steht. In der Saison 2017 stieg der Traditionsverein nach schwachen Leistungen erneut in die zweitklassige Promotion d’Honneur ab.

## Erfolge
- Division d’Honneur: 6

1994, 1995, 1997, 2000, 2001, 2007
- Coupe de Calédonie: 5

1980, 1984, 1987, 1991, 1995
Zudem nahm der JS Baco in der Saison 2007/2008 an der OFC Champions League teil, scheiterte allerdings schon in der ersten Runde, da man das entscheidende Spiel gegen den Tafea FC mit 0:5 verlor. Zuvor besiegte man den University-Inter FC mit 2:0.